# Dicrostonyx hudsonius
Dicrostonyx hudsonius és una espècie de mamífer rosegador de la família dels cricètids. És endèmic del Canadà (Labrador, Terranova, Nunavut i Quebec). Els seus hàbitats naturals són la tundra, les terrasses costaneres, els vessants rocosos i els prats alpins per sobre del límit arbori. És una espècie en risc mínim, és a dir, no sembla que hi hagi cap amenaça significativa per a la seva supervivència. El seu nom específic, hudsonius, significa ‘de Hudson’ en llatí.